# Abscess
Gli Abscess sono stati una band crossover thrash e death metal statunitense.

## Storia degli Abscess
Il gruppo si è formato ad Oakland nel 1994, grazie a Chris Reifert e Danny Coralles, entrambi membri originari degli Autopsy. Sono considerati assieme a band come Crisis, Converge e molti altri come precusori del sottogenere ibrido tra il metalcore e il death metal chiamato anche deathcore.

## Formazione

### Formazione attuale
- Joe Allen - basso
- Clint Bower - chitarra, voce e basso
- Danny Coralles - chitarra e basso
- Chris Reifert - batteria, voce e basso

### Ex componenti
- Freeway Migliore - basso

## Discografia

### Album in studio
- 1996 - Seminal Vampires & Maggotmen
- 2000 - Tormented
- 2002 - Through the Cracks of Death
- 2004 - Damned and Mummified
- 2007 - Horrorhammer
- 2010 - Dawn of Inhumanity

### Demo
- 1994 - Abscess
- 1994 - Raw Sick & Brutal Noize!
- 1995 - Filthy Fucking Freaks
- 1995 - Crawled Up From The Sewer

### Best Of/Compilation
- 1995 - Urine Junkies
- 2003 - Thirst for Blood, Hunger for Flesh
- 2013 - Bourbon, Blood and Butchery

### Split album
- 2001 - Abscess/Deranged
- 2001 - Abscess/Machetazo
- 2005 - Abscess/Bloodred Bacteria
- 2007 - Raw, Sick and Filthy Noise
- 2008 - Abscess/Bonesaw
- 2009 - Abscess/ Population Reduction

### EP
- 1998 - Open Wound
- 1997 - Throbbing Black Werebeast